# Golf van Laconië
De Golf van Laconië (Grieks: Λακωνικός Κόλπος, Lakonikós Kólpos), is een golf in het zuidoosten van de Peloponnesos. Het is de zuidelijkste golf van Griekenland en de grootste van de Peloponnesos. De golf heeft de vorm van een omgekeerde "U". De golf is ongeveer 58 km breed en 44 km lang. Ze wordt in het westen begrensd door het schiereiland Mani, dat de golf van de Golf van Messenië scheidt, en in het oosten door kaap Malea, die de golf van de Egeïsche Zee scheidt. In het zuiden mondt ze uit in de Middellandse Zee. Het schiereiland Mani en de kaap Maleas zijn droog en rotsachtig, maar de noordelijke kust, gevoed door de Evrotas, die aan de top uitmondt in de golf, is vruchtbare landbouwgrond. Het eiland Elafonisos ligt in de Golf van Laconië, ten noorden van het eiland Kythira. De belangrijkste havens en nederzettingen aan de golf zijn Gytheio en Neapolis.